# Tapinoma subtile
Tapinoma subtile é uma espécie de formiga do gênero Tapinoma.